# Cardiodactylus manus
Cardiodactylus manus är en insektsart som beskrevs av Otte, D. 2007. Cardiodactylus manus ingår i släktet Cardiodactylus och familjen syrsor. Inga underarter finns listade i Catalogue of Life.